# Mistrzostwa Rumunii w rugby union (1944/1945)
Mistrzostwa Rumunii w rugby union 1944/1945 – dwudzieste dziewiąte mistrzostwa Rumunii w rugby union.
Celebrując dwudziestolecie istnienia klubu, rugbyści CS Viforul Dacia București po raz trzeci z rzędu zostali mistrzami kraju.